# E-6 Mercury
E-6 Mercury (укр. «Ме́рк'юрі») — американський військовий стратегічний літак управління і зв'язку і повітряний командний пункт ВМС США. Розроблений компанією Boeing на базі пасажирського літака Boeing-707-320С для заміни літака-ретранслятора Lockheed EC-130Q Hercules. Спочатку літаку було присвоєне позначення Hermes, яке пізніше, у 1991 році, було замінене на Mercury. На сьогодні експлуатується в розвідувальних ескадрильях ВМС США VQ-3 і VQ-4 та навчальній VQ-7 за програмами TACAMO (Take Charge And Move Out) і «Looking Glass» — забезпечення резервного зв'язку з атомними підводними човнами стратегічного призначення і в якості повітряного командного пункту об'єднаного стратегічного командування Збройних сил США (STRATCOM).

## Історія розробки і виробництва

### Розробка, Е-6А
Наприкінці 1980-х років Військово-морські сили США розпочали модернізацію резервної системи наддовгохвильового радіозв'язку з атомними ракетними підводними човнами TACAMO (TAke Charge And Move Out). До цього її основу складали 14 літаків-ретрансляторів Lockheed EC-130Q Hercules, зведених в дві авіаескадрильї. Програма TACAMO II передбачала заміну всіх літаків EC-130Q новими економічними літаками з більшим радіусом дії. У квітні 1983 року компанія Boeing отримала від ВМС контракт на розробку TACAMO II. В якості платформи для оновленого комплексу Boeing обрала Model 707 — новий літак Е-6А Hermes розроблявся на основі планера Boeing-707-320С, що робило його дещо подібним до літака ДРЛВ E-3 Sentry, втім для ретранслятора була обрана потужніша силова установка з чотирьох турбовентиляторних двигунів CFM International F108-CF-100 тягою по 97,84 кН кожний.
Перший дослідний літак типу Е-6А був побудований у 1983 році. Перший його політ відбувся 19 лютого 1987 — літак здійснив переліт з авіазаводу Boeing Renton (Рентон, штат Вашингтон) на летовище Боїнг Філд в Сіетлі, де на нього була встановлена авіоніка і спецобладнання. 22 липня 1988 року літак був переданий ВМС для випробувань. Під час льотних випробувань було виявлено прорахунок в конструкції, через який була втрачена частина кіля в швидкісному пікіруванні. Після доопрацювання, 2 серпня 1989 року, перші два E-6A були поставлені на базу морської авіації Барбер-Пойнт на Гаваях.
Спочатку літаку було надане позначення Hermes, яке пізніше було замінене на Mercury. З 1988 року розпочалися поставки серійних літаків Е-6А в підрозділи авіації Військово-морських сил, які раніше експлуатували літаки EC-130Q. Поставки склали 16 машин. До 1992 року всі старі літаки-ретранслятори були замінені новими Е-6А і відправлені на консервацію. Обидві ескадрильї літаків-ретрансляторів системи ТАСАМО були потім були перебазовані на авіабазу Тінкер в штаті Оклахома.
Літаки Е-6А забезпечували функціонування (в тому числі в якості ретранслятора) повітряної резервної системи зв'язку з ПЧАРБ. Для забезпечення відкритого та закритого голосового зв'язку, а також передачі даних, радіозв'язне обладнання літака працювало в діапазонах дуже низьких, низьких, високих і надвисоких частот, в тому числі з використанням ліній супутникового зв'язку.

### Модернізація, Е-6B
В середині 1990-х було прийняте рішення про заміну на модернізовані E-6 повітряних командних пунктів об'єднаного стратегічного командування Збройних сил США Boeing EC-135, для чого передбачалося переобладнати всі шістнадцять літаків-ретрансляторів Е-6А. Програма модернізації передбачала розміщення на борту Е-6 спеціального радіообладнання, знятого з EC-135C, які списувалися. Тим самим літаки-ретранслятори перетворювалися у машини подвійного призначення, здатні виконувати як свої колишні функції в рамках системи ТАСАМО, так і функції повітряного командного пункту STRATCOM і пункту управління пуском МБР LGM-30 Minuteman.
Роботи з переобладнання E-6A на E-6B здійснювала компанія Raytheon E-Systems. В ході модернізації на літаках були демонтовані СДХ-передавачі OG-127 та СДХ диполь-антена ОЕ-159; комплекс засобів автоматизації літака-ретранслятора; система передачі мовних повідомлень; навігаційна система Lilton Omega LTN-211; аналого-цифрова система управління польотом; радіоантена ОЕ-242. У травні 1997 року Raytheon модернізувала перший E-6A до стандарту E-6BB. Він був прийнятий ВМС у грудні 1997 року, а передача авіації флоту останнього відбулася 1 грудня 2006. До 2000 року усі ПКП EC-135C були виведені з експлуатації.
Обидві ескадрильї Е-6В об'єднані в 1-е авіакрило стратегічної зв'язку авіації ВМС США (Strategic Communications Wing One). Основним завданням E-6B є резервне забезпечення зв'язку між різними національними і військовими центрами управління, включаючи «літак судного дня» E-4B з командним пунктом і підводними човнами ВМС США.

## Бортове радіоелектронне обладнання Е-6B
До складу обладнання модифікованих літаків Е-6B увійшли комплекс засобів автоматизації літака-повітряного командного пункту AN/ASC-37 і система управління пуском міжконтинентальних балістичних ракет ALCS — автоматизований комплекс управління пусками МБР LG-118AALCS. На літаках також встановлені три інтерфейсні шини MIL-STD-1553B, що використовуються пристроями супутникових навігаційних систем і наддовгхвильового радіозв'язку. Крім того, ці шини були покликані полегшити сполучення з електронними пристроями, які будуть встановлені на борту літаків в майбутньому.
Основу бортового радіоелектронного обладнання, встановленого на Е-6B, складає апаратура радіозв'язку, головними елементами якої є:

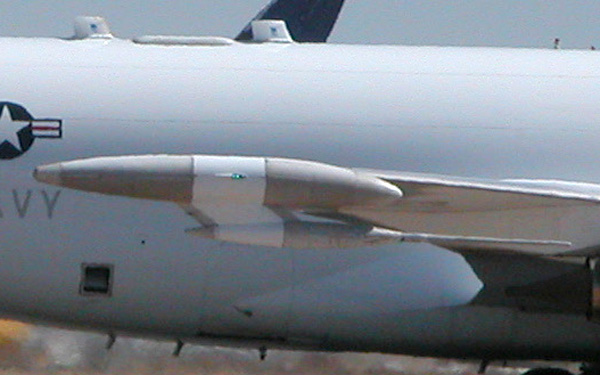
Обтічник антени радіорозвідки і супутникового зв'язку в закінцівці крила E-6B

- апаратура автоматичної комутації каналів радіозв'язку AN/ASC-33(V) DAISS;
- бортовий багатоканальний термінал супутникової системи зв'язку MILSTAR AN/ARC-208(V)4, що забезпечує зв'язок в дециметровому, сантиметровому і міліметровому діапазонах;
- удосконалений комплекс СДХ-діапазону (наддовгі хвилі) підвищеної потужності для зв'язку з підводними човнами AN/ART-54;
- три радіостанції метрового і дециметрового діапазонів AN/ARC-171(V);
- три ультракороткохвильові радіостанції AN/ARC-210(V);
- п'ять короткохвильові радіостанцій AN/ARC-190(V);
- приймальна апаратура радіостеження в надзвичайних обставинах ERCS (Emergency Rocket Communications System);
- автоматизована система управління і зв'язку УКХ-діапазону (UHFC3), що включає апаратуру супутникового зв'язку FLTSATCOM.

Антени супутникового зв'язку розташовані в обтічниках на закінцівках крила разом з антенами радіотехнічної розвідки і попередження про опромінення ALR-66(V)4. Вся апаратура зв'язку захищена від перехоплення, прослуховування і впливу електромагнітних імпульсів.
Основним засобом зв'язку Е-6 з підводними човнами є СДХ/ДХ-радіопередавач високої потужності радіостанції AN/ART-54 (потужність 200 кВт, діапазон частот 17-60 кГц). Радіопередавач 0G-187/ART-54 включає твердотільний напівпровідниковий підсилювач потужності з узгоджувальним пристроєм OG-187/ART-54, буксирувану дипольну антену СДХ-діапазону OE-456/ART-54 і апаратно-програмні засоби для автоматичного і ручного управління. Антенна система OE-456/ART-54 має основну вертикальну (довжина 7925 м, маса 495 кг), що випускається з центральної частини фюзеляжу, і допоміжну антену (1219 м), що випускається з хвостового обтічника і служить в якості диполя. На кінцях антен розташовуються стабілізуючі аеродинамічні вантажі масою по 41 кг. Для приведення антен в вертикальне робоче положення літак має здійснити маневр по дуже крутий параболічної траєкторії, антени звисають вертикально і забезпечують наднизькочастотний зв'язок з підводними човнами.
Авіоніка літака включає також апаратуру управління антеною радіостанції системи зв'язку AFSATC0M; апаратуру системи супутникової GPS-навігації, цифрову систему управління польотом, модернізовану систему відображення польотної інформації.

## Екіпаж, тактичні характеристики
Льотний екіпаж E-6B — 14 осіб, чисельність оперативної групи STRATCOM на борту літака — вісім людей.
Тривалість польоту без дозаправлення у повітрі — 16,5 годин, з одною дозаправкою — 32,5 години, максимальна з декількома дозаправками — 72 години. Тривалість перебування в районі бойового чергування на віддалення 1850 кілометрів від бази становить 10-11 годин.

## Експлуатація
З самого початку експлуатації літаки типу Boeing E-6 Mercury (Model 707) залучаються до різних військових навчань. Так, 28 лютого 2023 року, згідно повідомлення пресслужби Європейського командування Збройних сил США, літак E-6B Mercury прибув до Ісландії під час виконання операцій у зоні відповідальності Європейського командування

## Бойове застосування
2 березня 2022 року, згідно повідомлення CNN, повітряний флот E-6 Mercury після російського вторгнення на територію України збільшив кількість своїх щоденних польотів, що свідчить про те, що американські стратегічні сили певним чином відповіли на вторгнення Росії до України.